# 罗元鲲
罗元鲲（1882年—1953年），字翰溟，湖南省长沙府新化县冷水巷人，毕业于湖南中路师范学堂，湖南知名教育家。

## 生平
1882年，罗元鲲出生在湖南省长沙府新化县冷水巷。
1898年，罗元鲲在湖南实业学堂上学。
1906年，罗元鲲进入湖南中路师范学堂，毕业之后，他回到新化县教书，共计7年。
1913年，罗元鲲陆续在湖南省复初中学、明德中学、妙高峰中学、岳云中学、衡湘中学、广益中学、育群中学、育才中学、广雅中学、明宪中学、长郡中学、稻田女师、长沙师范、湖南省立第一师范学院、湖南省立第一中学、湖南省立第五中学、湖南高等师范学校、湖南大学、湖南国学馆等教书育人。罗元鲲在一师教书期间，曾借给毛泽东《二十四史》和《楚辞》等书籍，毛泽东用2个学期读完这些书。
1918年，罗元鲲回到新化县，担任新化中学的教师。
1949年，罗元鲲到长沙市定居。
1952年9月，罗元鲲、张干、李漱清等接到毛泽东的邀请游玩北京故宫、中南海并且合影留念。
1953年，罗元鲲在长沙市因病去世。

## 著作
- 《史学研究》
- 《中国近代百年史》
- 《中国史表解》
- 《八年抗战史稿》
- 《八年抗战日志》
- 《八年抗战的湖南》
- 《最近潮南三十年的兵事》
- 《洋溪兵祸纪略》